# Szkoła wywiadowczo-dywersyjna w Tawlu
Szkoła wywiadowczo-dywersyjna w Tawlu – niemiecki ośrodek wywiadowczy i dywersyjny skierowany przeciwko ZSRR podczas II wojny światowej.
Została utworzona pod koniec 1942 w miasteczku Tawel w rejonie Symferopola na okupowanym Krymie. Mieściła się w budynku byłego domu dziecka. Na jej czele stał por. Girard de Soucanton, zaś od maja 1943 podoficer Szotlia. W szkole szkolono agentów-radiowców i agentów-dywersantów, którzy byli następnie przerzucani na obszar Kaukazu. Kursanci rekrutowali się spośród jeńców wojennych z Armii Czerwonej pochodzenia kaukaskiego (Gruzini, Ormianie, Azerowie, Górale kaukascy) z obozów jenieckich na Krymie i północnym Kaukazie. Jednocześnie szkoliło się do 150 agentów, którzy byli podzieleni na grupy po 25-30 osób. Grupy szkoliły się oddzielnie od pozostałych. Kursantów używano też do służby wartowniczej i garnizonowej, a nawet do zwalczania miejscowej partyzantki. Część kursantów, dla pogłębienia szkolenia, były wysyłana jeszcze do szkoły wywiadowczej w Sulejówku pod Warszawą. 
Agenci połączeni w grupy po 5-6 osób jednej narodowości byli przerzucani przez linię frontu samolotami, bądź pieszo z przyfrontowych placówek wywiadu. Pod koniec września 1943 szkoła została przeniesiona do wsi Marianowka pod Symferopolem, a następnie do Odessy. W późniejszym okresie działała ona w Rumunii, od sierpnia 1944 na Węgrzech, zaś ostatecznie pod koniec września trafiła do wsi Zorosdorf w rejonie Wiednia, gdzie na początku października została rozformowana.